# Krascheninnikovia ceratoides
Krascheninnikovia ceratoides är en amarantväxtart som först beskrevs av Carl von Linné, och fick sitt nu gällande namn av Johann Anton Güldenstädt. Krascheninnikovia ceratoides ingår i släktet Krascheninnikovia och familjen amarantväxter. Utöver nominatformen finns också underarten K. c. latifolia.

## Bildgalleri

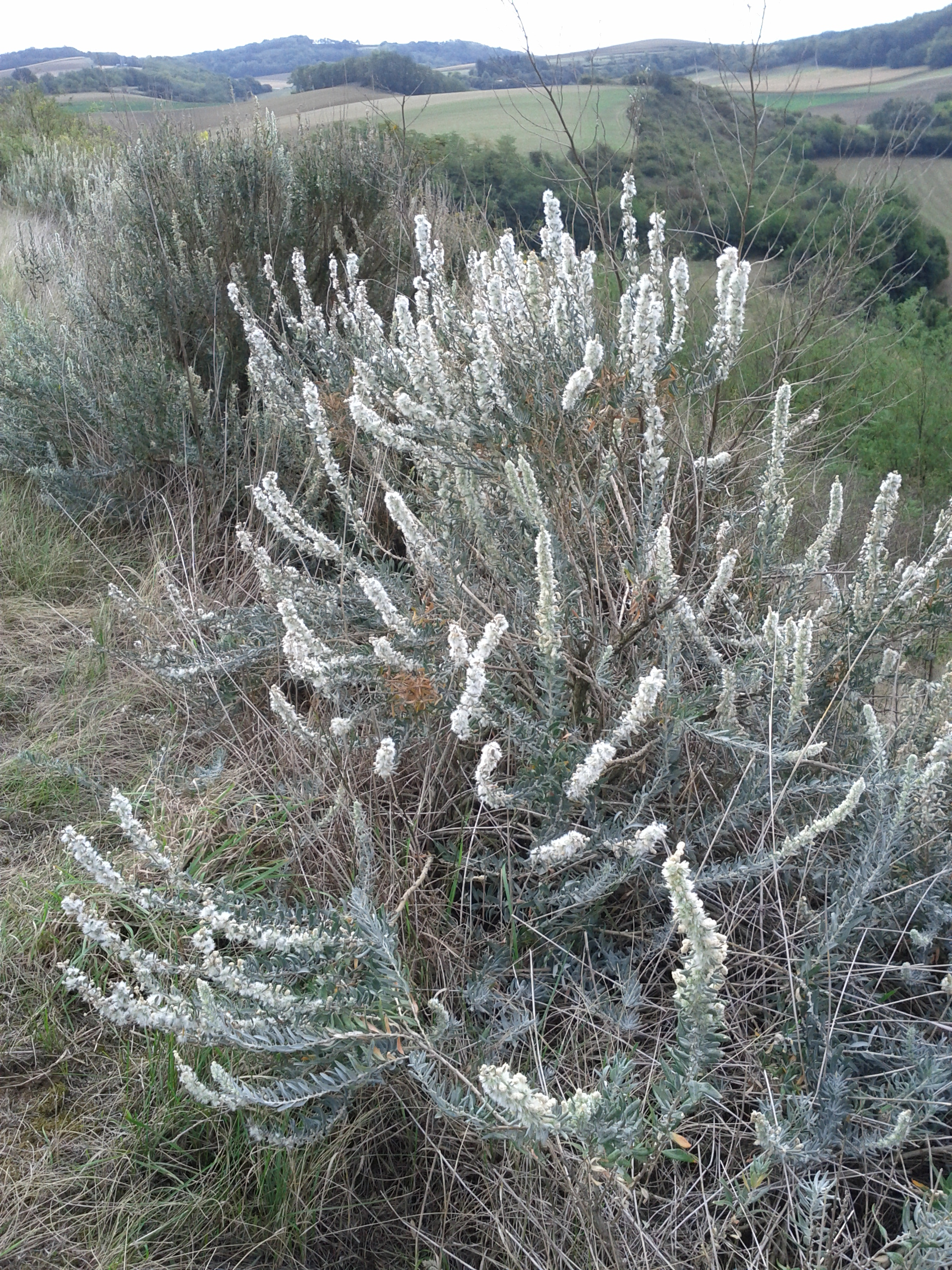
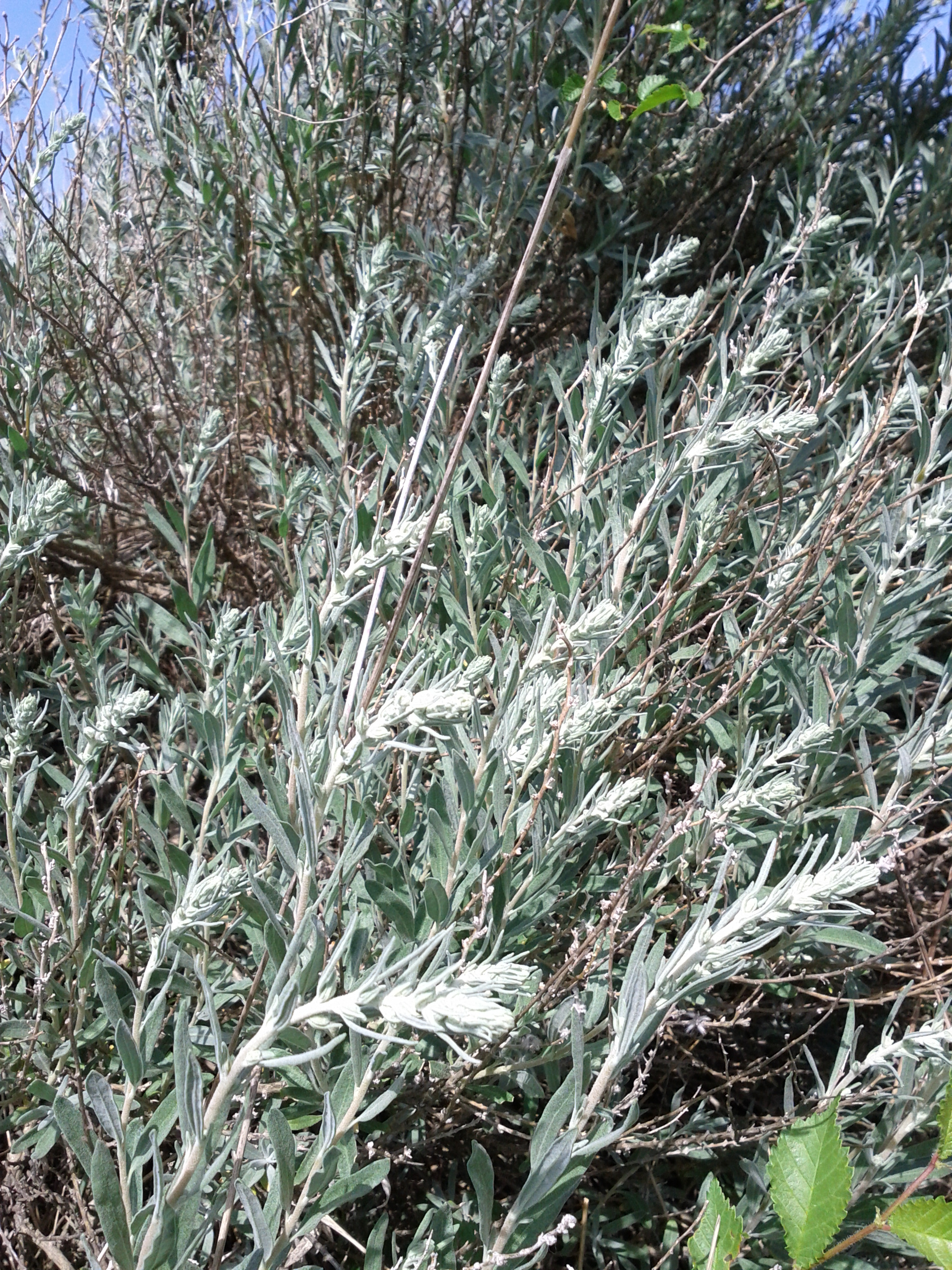
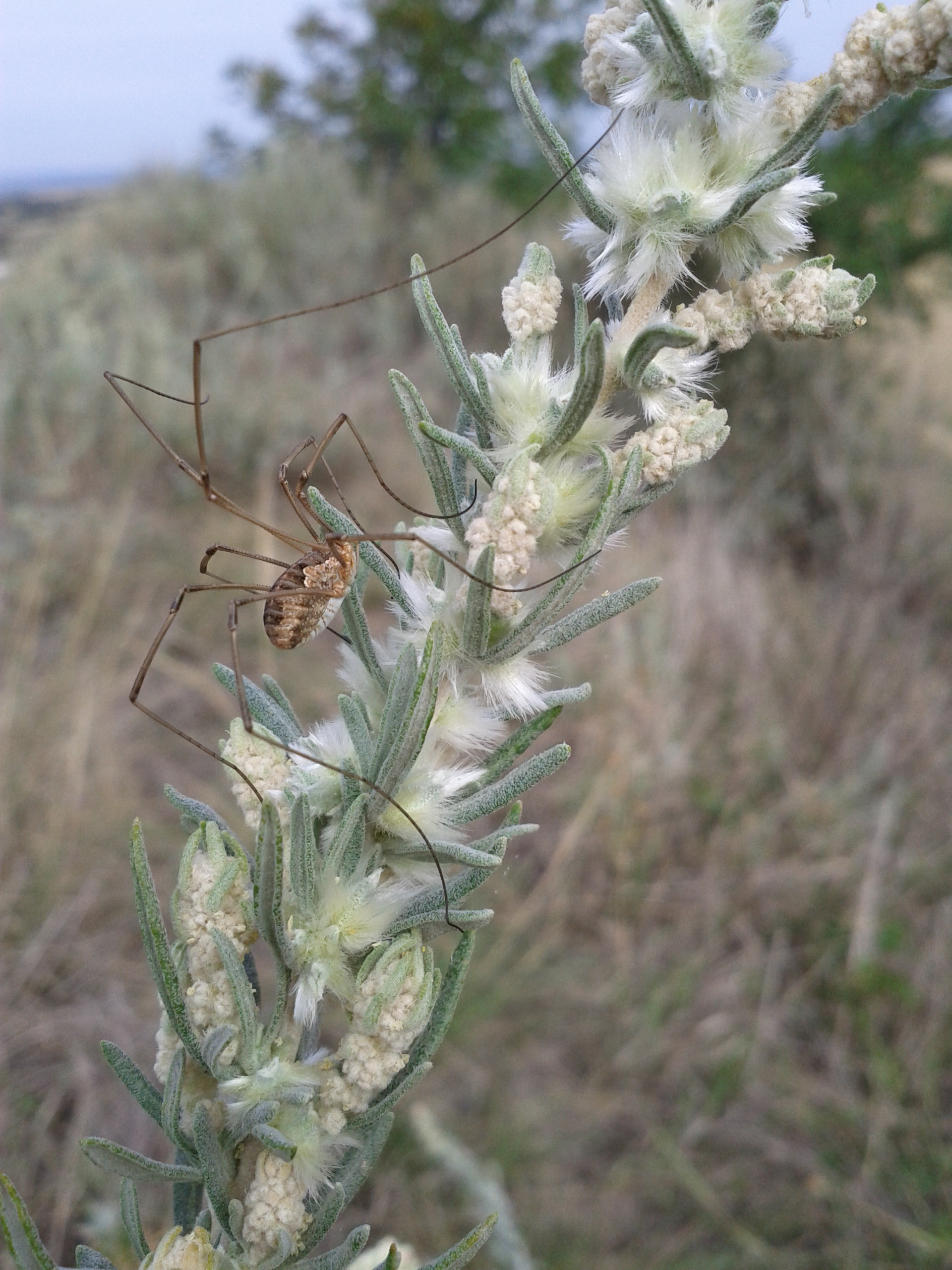
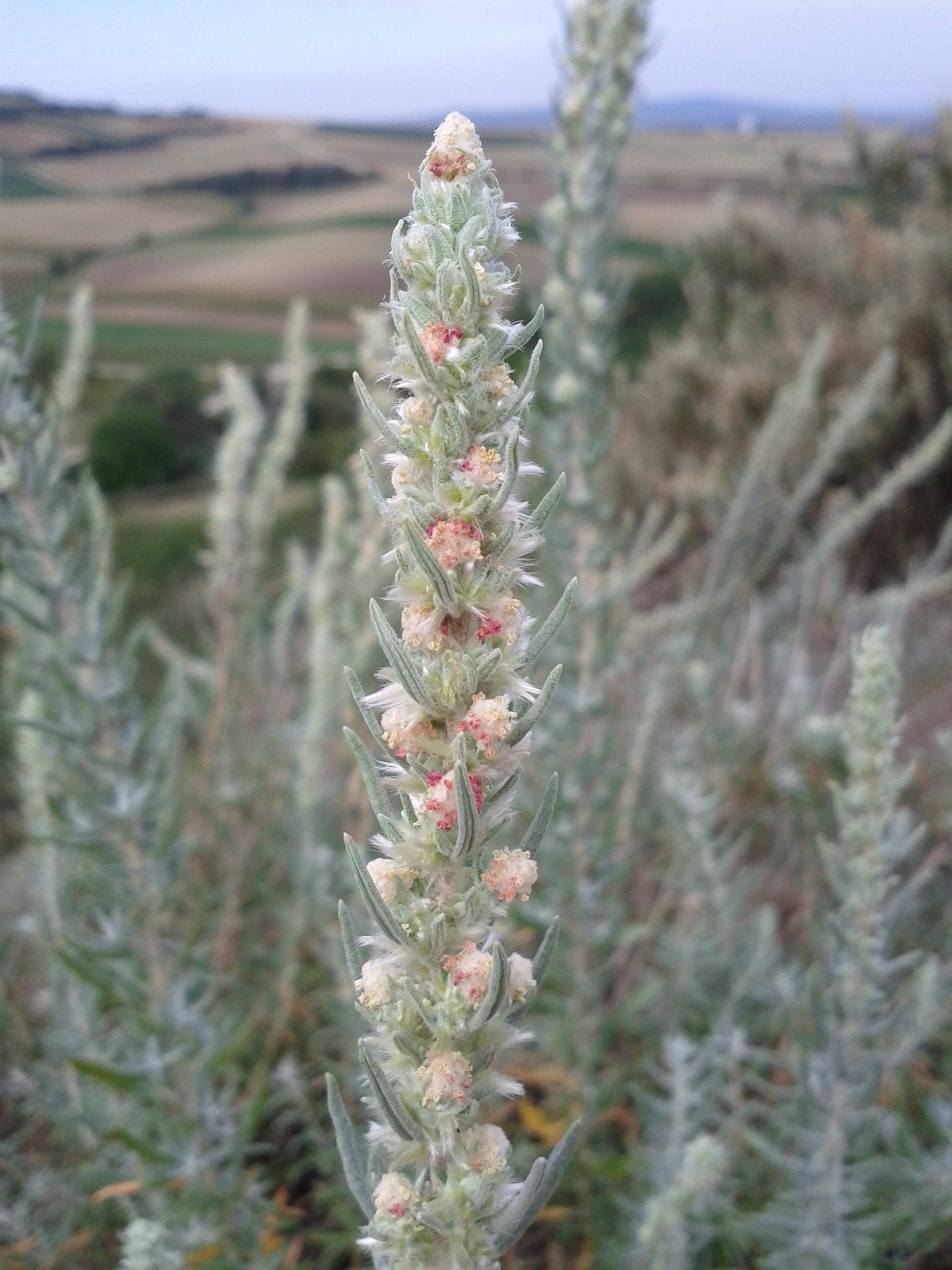
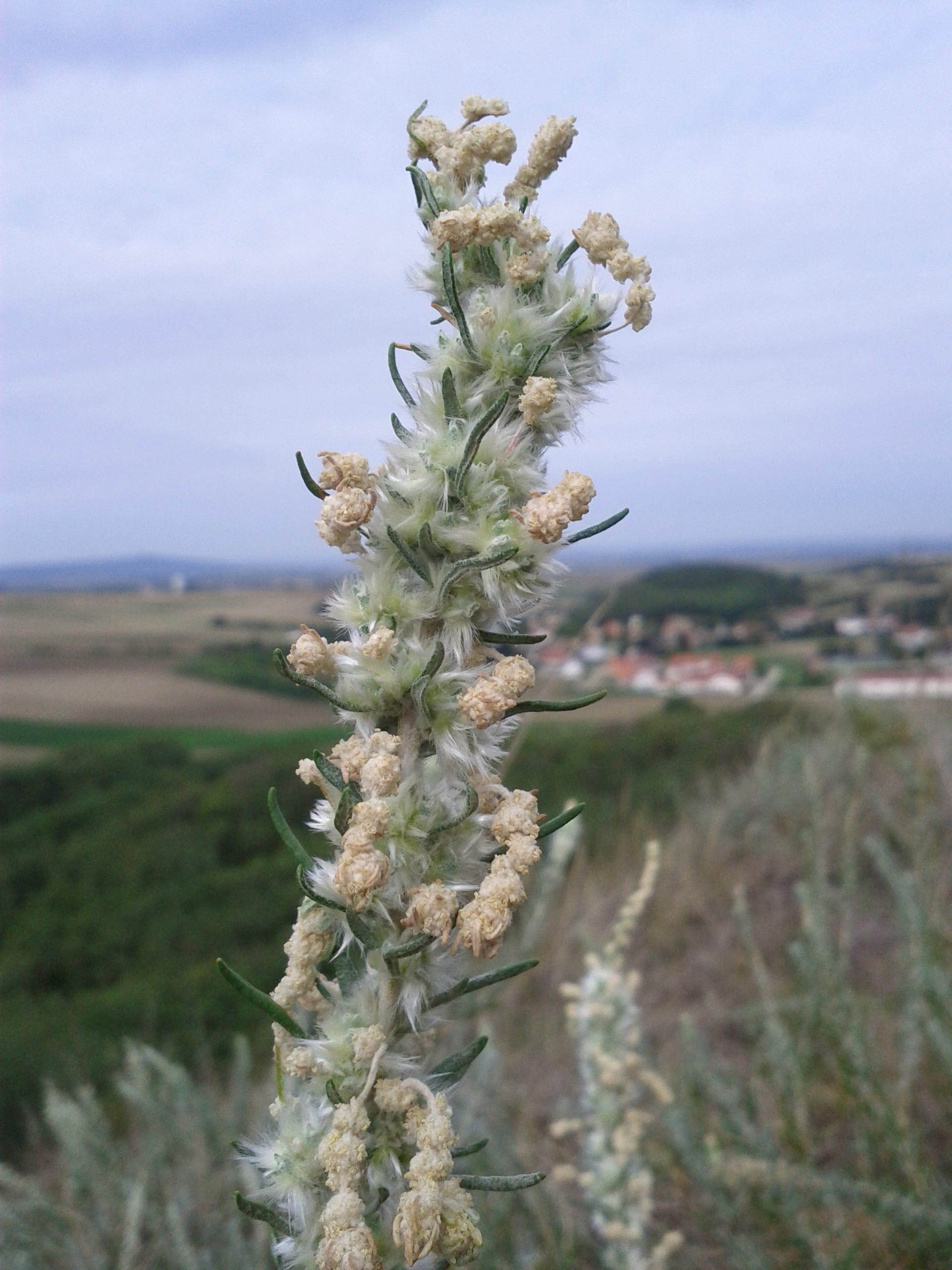
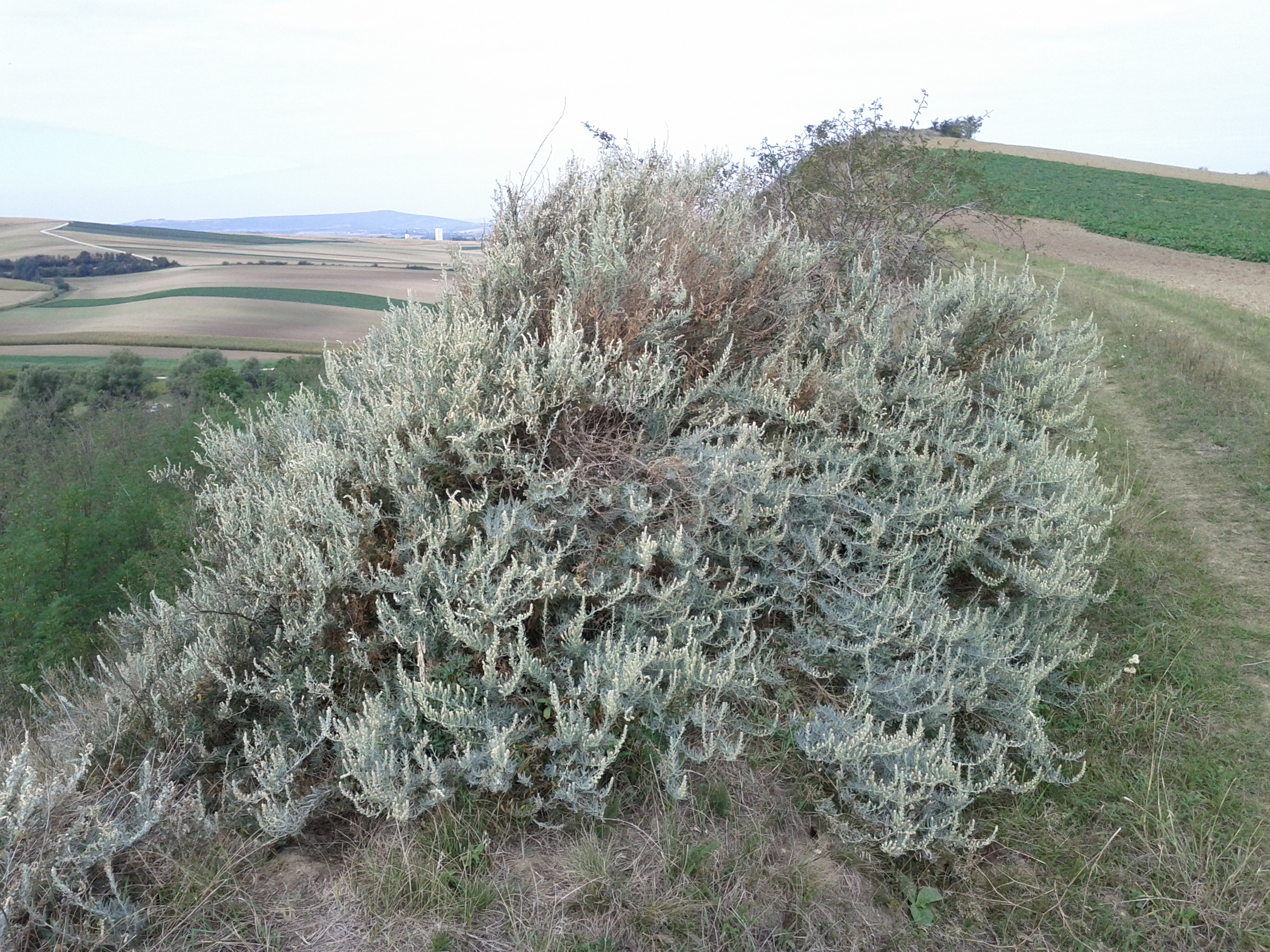